# 1000-1009
De jaren 1000-1009 (van de christelijke jaartelling) zijn een decennium in de 11e eeuw.

## Meerjarige gebeurtenissen
In Europa begint een nieuw tijdperk, de hoge middeleeuwen.
Italië

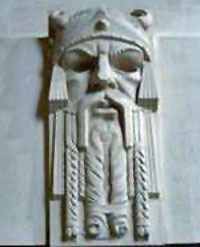
Koning Svend Gaffelbaard van Denemarken

- De bevolking van Rome komt in 1001 in opstand. Paus Sylvester II vlucht naar Ravenna en als Keizer Otto III in 1002 sterft, wordt Johannes II Crescentius de nieuwe patricius van de stad. Hij blijft dat tot 1012.
- 1004 : Graaf Arduin van Ivrea die zich tot (tegen)koning van Italië heeft gekroond, wordt door de nieuwe keizer Hendrik II verdreven.

Vikingen
- 1000 : Invoering van het christendom op IJsland.
- 1002 : Slachtpartij op Sint-Brixius-dag. Koning Ethelred II laat zo veel mogelijk Denen doden in het koninkrijk Engeland. Koning Svend Gaffelbaard van Denemarken begint een grootscheepse aanval op Engeland.
- 1003 : Leif Eriksson landt in Noord-Amerika en bouwt een nederzetting die hij Vinland noemt. Deze is inmiddels gelokaliseerd in L'Anse aux Meadows in Newfoundland, Canada.

Kalifaat van de Fatimiden
- 1009 : Kalief Al-Hakim laat de Heilig Grafkerk in Jeruzalem, een van de christelijke bedevaartplaatsen, met de grond gelijk maken.

### Kunst en cultuur
- Sei Shōnagon, hofdame van de Japanse keizerin Teishi, schrijft het Hoofdkussenboek over haar ervaringen aan het hof.
- Murasaki Shikibu, eveneens hofdame bij de Japanse keizerin, schrijft de roman Het verhaal van Genji.

## Heersers

### Europa
- Lage Landen
  - Bergen: Reinier IV (998-1013)
  - Midden-Friesland: Liudolf van Brunswijk (1006-1038)
  - West-Frisia: Dirk III (993-1039)
  - Hamaland: Diederik (995-1017)
  - Neder-Lotharingen: Otto II (992-1012)
  - Leuven: Lambert I (1003-1015)
  - Luik: Notger (971-1008), Balderik van Loon (1008-1018)
  - Luxemburg: Hendrik I (998-1026)
  - Vlaanderen: Boudewijn IV (988-1035)

- Duitsland (Heilige Roomse Rijk): Otto III (983-1002), Hendrik II (1002-1024)
  - Beieren: Hendrik II (985-995), Hendrik IV (995-1004, 1009-1017), Hendrik V (1004-1009)
  - Bohemen: Boleslav III (999-1002, 1003), Vladivoj (1002-1003), Jaromir (1003, 1004-1012), Boleslav I van Polen (1003-1004)
  - paltsgraafschap Bourgondië: Otto Willem (986-1026)
  - Gulikgouw: Gerard I (1003-1029)
  - Karinthië: Otto van Worms (995-1004), Koenraad I (1004-1011)
  - Opper-Lotharingen: Diederik I (978-1027)
  - Meißen: Ekhard I (985-1002), Gunzelin (1002-1009), Herman I (1009-1038)
  - Noordmark: Lotharius III van Walbeck (983-1003), Werner van Walbeck (1003-1009), Bernard I van Brandenburg (1009-1018)
  - Oostenrijk: Hendrik I (994-1018)
  - Saksen: Bernhard I (973-1011)
  - Weimar: Willem II (963-1003), Willem III (1003-1039)
  - Zwaben: Herman II (997-1003), Herman III (1003-1012)

- Frankrijk: Robert II (996-1031)
  - Anjou: Fulco III (987-1040)
  - Aquitanië: Willem V (995-1030)
  - Blois en Tours: Theobald II (995-1004), Odo II (1004-1037)
  - Boulogne: Boudewijn II (990-1025)
  - hertogdom Bourgondië: Hendrik I (965-1002), Otto Willem (1002-1004), Robert II van Frankrijk (1004-1031)
  - Chalon: Hugo I (987-1039)
  - Gascogne: Bernard Willem (996-1009), Sancho Willem (1009-1032)
  - Mâcon: Otto Willem van Bourgondië (982-1002), Gwijde I (1002-1004), Otto II (1004-1049)
  - La Marche: Boso II (997-1005), Bernard I (1005-1047)
  - Meaux en Troyes: Stefanus I (995-1021)
  - Normandië: Richard II (996-1027)
  - Toulouse: Willem III (978-1037)
  - Vermandois: Herbert III (987-?), Albert II (?-1010)
  - Vexin - Wouter II (992-1017)

- Iberisch schiereiland:
  - Barcelona: Raymond Borrell (992-1018)
  - Castilië: Sancho I Garcés (995-1017)
  - Cordoba: Hisham II (976-1009), Mohammed II al-Mahdi (1009), Sulayman ibn al-Hakam (1009-1010)
  - Leon en Galicië: Alfons V (999-1028)
  - Navarra: Garcia II (994-1000), Sancho III (1000-1035)
  - Portugal: Menendo González (999-1008), Alvito Nunes (1008-1016)

- Groot-Brittannië en Ierland
  - Engeland: Ethelred II (978-1013)
  - Deheubarth: Cynan ap Hywel (999-1005), Edwin ab Einion en Cadell ab Einion (1005-1018)
  - Gwynedd: Cynan ap Hywel (999-1005), Aeddan ap Blegywryd (1005-1018)
  - Powys: Llywelyn ap Seisyll (999-1023)
  - Schotland: Kenneth III (997-1005), Malcolm II (1005-1034)
  - Ierland (hoge koning): Máel Sechnaill mac Domnaill (972-1002), Brian Boru (1002-1014)

- Italië
  - Benevento: Pandulf II (981-1014)
  - Monferrato: Willem III (991-1042)
  - Sicilië: Ja'far al-Kalbi (998-1019)
  - Toscane: Hugo (961-1001), Bonifatius van Bologna (1002-1012)
  - Venetië (doge): Pietro II Orseolo (991-1009), Ottone Orseolo (1009-1026)

- Scandinavië
  - Denemarken: Sven Gaffelbaard (985-1014)
  - Noorwegen: Sven Gaffelbaard (999-1014)
    - jarl van Lade (onderkoning): Sven Håkonsson (999-1014), Erik Haakonsson (999-1012)

  - Zweden: Olaf II (995-1022)

- Balkan
  - Bulgarije: Samuel (997-1014)
  - Byzantijnse Rijk: Basileios II (976-1025)
  - Kroatië: Svetoslav Suronja (997-1000), Krešimir III (997-1020), Gojslav (997-1030)

- Arelat (Bourgondië): Rudolf III (993-1032)
  - Provence: Rotbold I (968-1008), Willem II (993-1018), Rotbold II (1008-1014)
- Bretagne: Godfried I (992-1008), Alan III (1008-1040)
- Hongarije: Stefanus I (997-1038)
- Kiev: Vladimir (980-1015)
- Polen: Bolesław I (992-1025)

### Azië
- China (Song): Zhenzong (997-1022)
  - Liao: Shengzong (982-1031)
- Georgië: Bagrat III (1008-1014)
  - Abchazië: Bagrat III (978-1008/1014)
  - Kartli: Goergen II Magistros (994-1008)
- India
  - Chalukya: Satyashraya (997-1008), Vikramaditya V (1008-1015)
  - Chola: Rajaraja I (985-1014)
- Japan: Ichijo (986-1011)
- Karachaniden: Ahmad Arslan Khan (998-1017)
- Khmer-rijk (Cambodja): Jayavarman V (968-1001), Suryavarman I (1006-1050)
- Korea (Goryeo): Mokjong (997-1009), Hyeonjong (1009-1031)
- Perzië en Mesopotamië
  - Boejiden: Baha' al-Dawla (998-1012)
  - Ghaznaviden: Mahmud (998-1030)

### Afrika
- Fatimiden (Egypte): al-Hakim (996-1021)
- Maghrawiden (Fez): Ziri ibn Atiyya (989-1001), El Moez Ibn Attia (1001-1026)
- Ziriden (Tunesië): Badis ibn Mansur (995-1016)

### Religie
- paus: Silvester II (999-1003), Johannes XVII (1003), Johannes XVIII (1003-1009), Sergius IV (1009-1012)
- patriarch van Alexandrië (Grieks): Elias I (963-1000), Arsenius (1000-1010)
- patriarch van Alexandrië (koptisch): Filoteüs (979-1003), Zacharias (1004-1032)
- patriarch van Antiochië (Grieks): Johannes V (995-1000), Nicolaas III van Antiochië (1000-1003), Elias II (1003-1010)
- patriarch van Antiochië (Syrisch): Athanasius IV van Salah (986-1002), Johannes VII bar Abdun (1004-1033)
- patriarch van Constantinopel: Sergius II (998-1019)
- kalifaat van Bagdad (Abbasiden): al-Qadir (991-1031)

- aartsbisdom Bremen-Hamburg: Liawizo I (988-1013)
- aartsbisdom Canterbury: Aelfric van Abingdon (995-1005), Ælfheah (1006-1012)
- aartsbisdom Keulen: Heribert (999-1021)
- aartsbisdom Maagdenburg: Giselher (981-1004), Tagino (1004-1012)
- aartsbisdom Reims: Arnulf (999-1021)
- aartsbisdom Trier: Liudolf (994-1008), tegenbisschop Adalbero van Luxemburg (1008), Megingod (1008-1015)

<< · 1000 · 1001 · 1002 · 1003 · 1004 · 1005 · 1006 · 1007 · 1008 · 1009 · >>
<< · 1000-1009 · 1010-1019 · 1020-1029 · 1030-1039 · 1040-1049 · 1050-1059 · 1060-1069 · 1070-1079 · 1080-1089 · 1090-1099 · >>